# Valdefuentes (Madrid)
Valdefuentes es un barrio del distrito de Hortaleza de Madrid. Abarca las áreas residenciales de Sanchinarro, Valdebebas, Virgen del Cortijo, Las Cárcavas y el Encinar de los Reyes. En la zona oeste del barrio se encuentra el parque empresarial de Manoteras y al sur de éste, la conocida como Isla de Chamartín, una zona residencial compuesta por varios rascacielos.
Junto a Valdebebas, se encuentra el Parque Forestal de Valdebebas-Felipe VI, que cuenta con una extensión aproximada de 470 hectáreas y forma una silueta que representa un gran árbol, además del Parque Princesa Leonor.
En la Organización político-administrativa de Madrid el barrio limita al este con el distrito de Barajas; al oeste con el distrito de Fuencarral-El Pardo; al sur con los barrios de Apóstol Santiago y Pinar del Rey (en su mismo distrito de Hortaleza) y con el distrito de Ciudad Lineal; y al norte limita con el municipio de Alcobendas. 

## Transportes

### Cercanías Madrid
- La estación de Valdebebas se sitúa en el área residencial del mismo nombre, a pocos metros de la Ciudad deportiva del Real Madrid C.F.
- La estación de Fuente de la Mora se sitúa entre la zona empresarial de Manoteras y la Isla de Chamartín.

Ambas estaciones pertenecientes a la línea C-1. 

### Autobuses

#### Líneas urbanas
Prestan servicio al barrio:
| Línea | Terminales                                                        |
| ----- | ----------------------------------------------------------------- |
| 87    | Plaza de la República Dominicana – Las Cárcavas                   |
| 170   | Arroyo del Fresno - Sanchinarro                                   |
| 171   | Mar de Cristal – Valdebebas                                       |
| 172   | Mar de Cristal – Telefónica                                       |
| 173   | Plaza de Castilla - Sanchinarro                                   |
| 174   | Plaza de Castilla – Valdebebas                                    |
| N1    | Plaza de Cibeles – Sanchinarro                                    |
| N2    | Plaza de Cibeles – Valdebebas                                     |
| SE709 | Feria de Madrid - Hospital de Emergencias Enfermera Isabel Zendal |
| BR1   | Valdebebas - Hospital Ramón y Cajal                               |

### Metro Ligero
La línea ML1 de Metro Ligero une la zona de Pinar de Chamartín (Hortaleza) con Las Tablas (Fuencarral - El Pardo) atravesando para ello el parque empresarial de Manoteras y las áreas residenciales de Virgen del Cortijo y Sanchinarro, todas ellas en el barrio de Valdelasfuentes. Las estaciones que se encuentran en el barrio son: Fuente de la Mora (Correspondencia con Cercanías), Virgen del Cortijo, Antonio Saura, Álvarez de Villaamil, Blasco Ibañez y María Tudor.
Existen planes oficiales para llevar la línea 11 de Metro a Valdebebas estableciendo una parada en un futuro intercambiador junto a la Ciudad de la Justicia y, tras pasar por la Terminal T4 del Aeropuerto de Barajas, otra estación al norte de Valdebebas.

## Equipos deportivos
- Triatlón Valdebebas (Triatlón, Carrera a pie, Ciclismo y Natación).
- Agrupación Deportiva Oña Sanchinarro
- Club Deportivo Elemental Tenis de Mesa Hortaleza (Escuela, Tecnificación y Competición)
- Club Deportivo El Valle-Sanchinarro
- Padel Valdebebas Archivado el 15 de abril de 2019 en Wayback Machine.
- Club de fútbol Valdebebas